# دائرة بئر غبالو
دائرة بئر غبالو هي إحدى دوائر ولاية البويرة الجزائر ومقرها بئر غبالو، وتضم البلديات التالية:
- بئر غبالو
- الروراوة
- الخبوزية

## مواضيع ذات صلة
- دوائر ولاية البويرة
- بلديات ولاية البويرة